# Pterolophia metallescens
Pterolophia metallescens là một loài bọ cánh cứng trong họ Cerambycidae.